# Földikakukkformák
A földikakukkformák (Neomorphinae) a madarak osztályának kakukkalakúak (Cuculiformes) rendjébe és a kakukkfélék (Cuculidae) családjába tartozó alcsalád.
A Sibley–Ahlquist-féle madárrendszertan Neomorphidae néven önálló családként tárgyalja leválasztva a kakukkfélék közül.

## Rendszerezés
Az alcsaládba  az alábbi 5 nem és 11 faj tartozik
- Tapera  (Thunberg, 1819) – 1 faj
  - négyszárnyú kakukk (Tapera naevia)

- Morococcyx  (Sclater, 1862) – 1 faj
  - kis földikakukk (Morococcyx erythropygus)

- Dromococcyx  (Wied-Neuwied, 1832) – 2 faj
  - fácánkakukk (Dromococcyx phasianellus)
  - pávakakukk (Dromococcyx pavoninus)

- Geococcyx  (Wagler, 1831) – 2 faj
  - kaliforniai földikakukk (Geococcyx californianus)
  - kis futókakukk (Geococcyx velox)

- Neomorphus  (Gloger, 1827) – 5 faj
  - Neomorphus geoffroyi
  - Neomorphus squamiger
  - Neomorphus radiolosus
  - Neomorphus rufipennis
  - Neomorphus pucheranii